# Lijst van nummer 1-hits in de Nederlandse Single Top 100 in 1980
Deze hits stonden in 1980 op nummer 1 in de Nationale Hitparade, de voorloper van de huidige Nederlandse Single Top 100.
| Nummer | Datum        | Artiest                                       | Titel                               |
| ------ | ------------ | --------------------------------------------- | ----------------------------------- |
| 177    | 5 januari    | Earth & Fire                                  | Weekend                             |
| 178    | 12 januari   | The Kelly Family                              | David's song (Who'll come with me)  |
| 177    | 19 januari   | Earth & Fire                                  | Weekend                             |
| 179    | 26 januari   | ABBA                                          | I have a dream                      |
| 180    | 2 februari   | André van Duin & Het Nederlands Elftal        | Nederland, die heeft de bal         |
|        | 9 februari   | André van Duin & Het Nederlands Elftal        | Nederland, die heeft de bal         |
|        | 16 februari  | André van Duin & Het Nederlands Elftal        | Nederland, die heeft de bal         |
|        | 23 februari  | André van Duin & Het Nederlands Elftal        | Nederland, die heeft de bal         |
| 181    | 1 maart      | Gibson Brothers                               | Que sera mi vida (If you should go) |
| 182    | 8 maart      | Captain & Tennille                            | Do that to me one more time         |
| 183    | 15 maart     | Don McLean                                    | Crying                              |
|        | 22 maart     | Don McLean                                    | Crying                              |
| 184    | 29 maart     | Massada                                       | Sajang é                            |
|        | 5 april      | Massada                                       | Sajang é                            |
| 185    | 12 april     | Spargo                                        | You and me                          |
|        | 19 april     | Spargo                                        | You and me                          |
|        | 26 april     | Spargo                                        | You and me                          |
|        | 3 mei        | Spargo                                        | You and me                          |
| 186    | 10 mei       | Goombay Dance Band                            | Sun of Jamaica                      |
|        | 17 mei       | Goombay Dance Band                            | Sun of Jamaica                      |
|        | 24 mei       | Goombay Dance Band                            | Sun of Jamaica                      |
|        | 31 mei       | Goombay Dance Band                            | Sun of Jamaica                      |
| 187    | 7 juni       | Lipps, Inc.                                   | Funkytown                           |
|        | 14 juni      | Lipps, Inc.                                   | Funkytown                           |
|        | 21 juni      | Lipps, Inc.                                   | Funkytown                           |
|        | 28 juni      | Lipps, Inc.                                   | Funkytown                           |
| 188    | 5 juli       | Jay & the Americans                           | Cara mia                            |
| 189    | 12 juli      | Maywood                                       | Late at night                       |
| 190    | 19 juli      | Olivia Newton-John & Electric Light Orchestra | Xanadu                              |
|        | 26 juli      | Olivia Newton-John & Electric Light Orchestra | Xanadu                              |
|        | 2 augustus   | Olivia Newton-John & Electric Light Orchestra | Xanadu                              |
|        | 9 augustus   | Olivia Newton-John & Electric Light Orchestra | Xanadu                              |
|        | 16 augustus  | Olivia Newton-John & Electric Light Orchestra | Xanadu                              |
| 191    | 23 augustus  | ABBA                                          | The winner takes it all             |
|        | 30 augustus  | ABBA                                          | The winner takes it all             |
|        | 6 september  | ABBA                                          | The winner takes it all             |
|        | 13 september | ABBA                                          | The winner takes it all             |
|        | 20 september | ABBA                                          | The winner takes it all             |
| 192    | 27 september | Ottawan                                       | D.I.S.C.O.                          |
| 193    | 4 oktober    | Randy Crawford                                | One day I'll fly away               |
| 194    | 11 oktober   | Barbra Streisand                              | Woman in love                       |
|        | 18 oktober   | Barbra Streisand                              | Woman in love                       |
|        | 25 oktober   | Barbra Streisand                              | Woman in love                       |
|        | 1 november   | Barbra Streisand                              | Woman in love                       |
|        | 8 november   | Barbra Streisand                              | Woman in love                       |
|        | 15 november  | Barbra Streisand                              | Woman in love                       |
|        | 22 november  | Barbra Streisand                              | Woman in love                       |
| 195    | 29 november  | ABBA                                          | Super trouper                       |
| 196    | 6 december   | Roland Kaiser                                 | Santa Maria                         |
|        | 13 december  | Roland Kaiser                                 | Santa Maria                         |
|        | 20 december  | Roland Kaiser                                 | Santa Maria                         |
|        | 27 december  | Geen Nationale Hitparade verschenen           | Geen Nationale Hitparade verschenen |